# Hochschule der Deutschen Bundesbank
Koordinaten: 50° 39′ 40,6″ N, 7° 49′ 32,7″ O
Die Hochschule der Deutschen Bundesbank (HDB) ist eine Hochschule mit Sitz im Schloss Hachenburg in Rheinland-Pfalz.

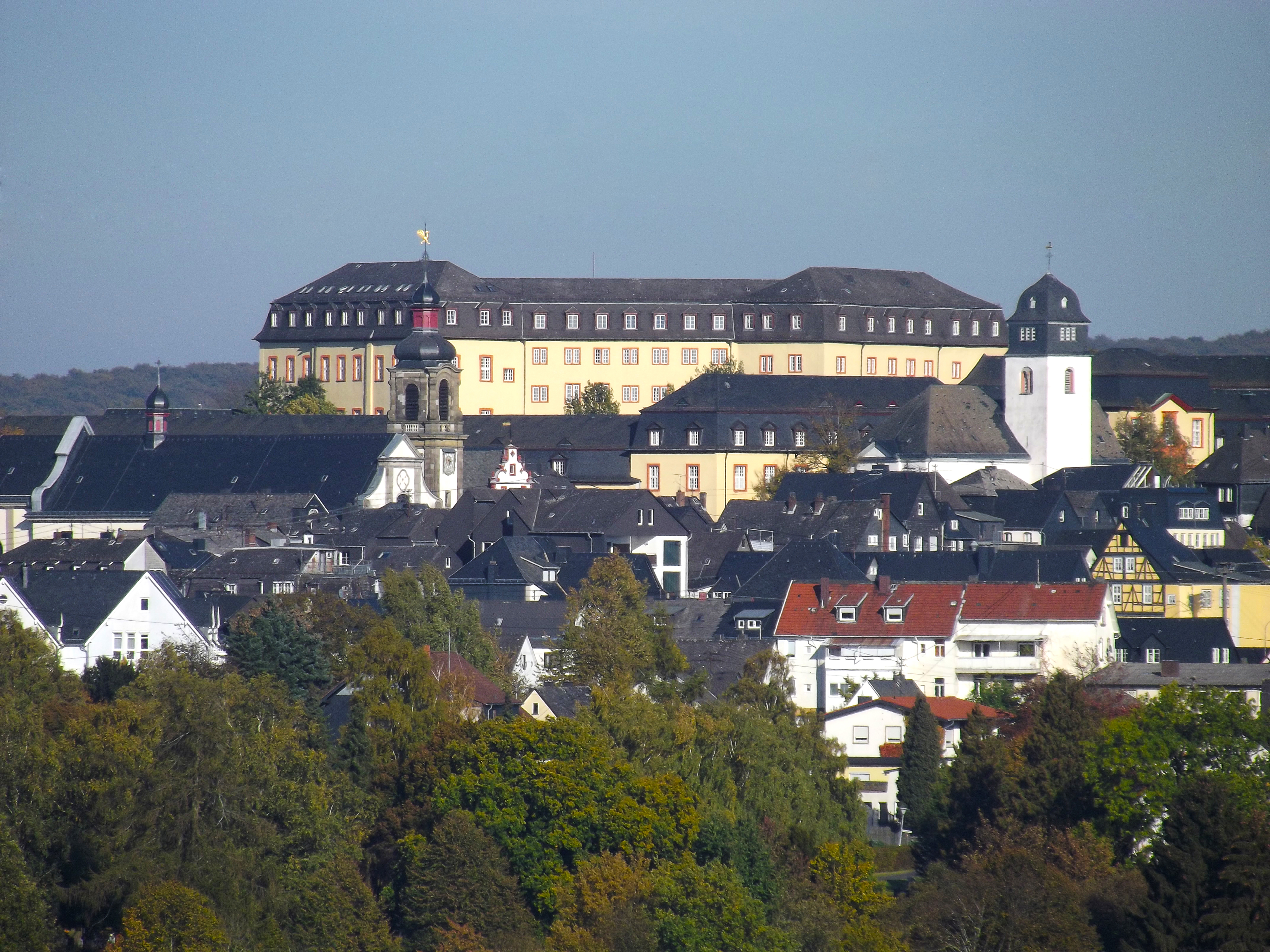
Hochschule der Deutschen Bundesbank im Schloss Hachenburg

## Überblick
Die Deutsche Bundesbank erwarb das Schloss 1974 im Zwangsversteigerungsverfahren von der Schloss Hachenburg GmbH, welche das Schloss bis zur eigenen Insolvenz zu einem Hotel umbauen wollte. Die Deutsche Bundesbank setzte daraufhin den Umbau fort, um hier eine Aus- und Fortbildungsstätte zu errichten. 1976 konnte der Unterricht beginnen, die Bauarbeiten am Unterschloss dauerten aber noch bis zum Jahr 1982.
Die Hochschule ist eine rechtlich unselbständige Einrichtung der Deutschen Bundesbank. Die staatliche Anerkennung erfolgte am 19. März 1980 durch das Kultusministerium Rheinland-Pfalz. Bis Mitte 2012 lautete der Name der Institution „Fachhochschule der Deutschen Bundesbank“. 
Organe der Hochschule sind das Rektorat, der Senat sowie ein Praxisrat.

## Studium
Die Hochschule bildet für den gehobenen Dienst der Deutschen Bundesbank und der Bundesanstalt für Finanzdienstleistungsaufsicht (BaFin) aus. Jeweils zum 1. April und zum 1. Oktober jeden Jahres werden ca. 80 neue Anwärter des gehobenen Dienstes eingestellt (davon entfallen 8 auf die BaFin), die in ihrer dreijährigen Ausbildung 22 Monate an der Hochschule studieren, während sich die restliche Zeit in Praktika in den Filialen, Hauptverwaltungen und der Zentrale der Bundesbank sowie BaFin aufteilt. Darüber hinaus können von der Hochschule mit Zustimmung des Trägers auch Studienbewerber anderer Institutionen, z. B. von Zentralbanken und Aufsichtsbehörden des Europäischen Systems der Zentralbanken (ESZB), zugelassen werden.
Das Studium schließt mit dem „Bachelor of Science - Zentralbankwesen/Central Banking“ ab. Etwa 20 % der Vorlesungen werden in englischer Sprache gehalten. Zum Ende des Studiums ist grundsätzlich auch eine Praxiseinheit bei einer anderen Institution im In- oder europäischen Ausland möglich.
Die Absolventen werden nach der Beendigung ihres Studiums zum Bundesbankinspektor ernannt und in das Beamtenverhältnis auf Probe übernommen.

## Studienfächer
Die Fachstudien umfassen folgende Fächer:
- Allgemeine Betriebswirtschaftslehre und Bankbetriebslehre, Datenverarbeitung
- Finanzmathematik, Rechnungswesen und Statistik
- Volkswirtschaftslehre
- Recht und Staatsbürgerkunde
- Zentralbankbetriebslehre.

Im späteren Verlauf des Studiums können schwerpunktmäßig Studienprofile gewählt werden: Aufsichts- und Finanzstabilitätsfunktionen, bankbetriebliche Funktionen und Querschnittsfunktionen.

## Prüfungen
Nach jedem Studienabschnitt legen die Anwärter Modulprüfungen ab. Für jede Prüfung haben die Anwärter zwei Versuche. Für jeweils ein Pflichtmodul und ein Wahlmodul im gesamten Studium gibt es einen Drittversuch. Sollte man diesen nicht bestehen, endet der Vorbereitungsdienst. 
Während der letzten praktischen Ausbildung ist eine Bachelorarbeit anzufertigen sowie später zu verteidigen. Nach bestandener Laufbahnausbildung verleiht die Hochschule den akademischen Grad „Bachelor of Science – Central Banking / Zentralbankwesen“. Mit dem Studienabschluss wird automatisch die Laufbahnbefähigung für den gehobenen Bankdienst erworben.
Studierende mit anerkannter kaufmännischer Ausbildung erhalten einen Zuschlag.